# Russkij suvenir
Russkij suvenir (russisk: Русский сувенир) er en sovjetisk spillefilm fra 1960 af Grigorij Aleksandrov.

## Medvirkende
- Ljubov Orlova som Varvara Komarova
- Andrej Popov som Adlai Huntor Scott
- Pavel Kadotjnikov som Homer Johns
- Erast Garin som John Peebles
- Elina Bystritskaja som Pandora Montezi